# Советская улица (Серпухов)
Сове́тская у́лица — улица в городе Серпухове Московской области. Расположена на левом берегу Нары. Является одной из старейших городских улиц. Предыдущее название — Никольская улица в честь расположенного здесь собора. Расположение и схема застройки исторической части улицы (от начала до пересечения с проездом имени Мишина, называвшимся ранее Кладбищенской улицей) в практически неизменном состоянии сохранились со времени Екатерининского «Плана реконструкции уездных городов Московской губернии».
Советская улица берёт начало в историческом центре в форме продолжения Тульской улицы в месте пересечения последней с рекой Серпейкой. Проходит от долин Нары и Серпейки на северо-восток среди застройки XVIII—XIX веков, пересекаясь с улицами Свердлова, Калужской, 1-й Московской, Чехова, Луначарского, далее среди кварталов середины-второй половины XX века, через перекрёстки с проездом Мишина, улицами Крупской и Джона Рида. На пересечении Советской и улицы Джона Рида расположена одна из городских площадей — Площадь Владимира Храброго (до 2005 года Советская). Затем Советская пересекается с улицами Горького, Фирсова и заканчивается виде Т-образного перекрестка с улицей Ворошилова на площади перед вокзалом.
Длина Советской улицы около 3700 метров, что делает её третьей по протяженности в Серпухове после улиц Ворошилова и Пролетарской.

## Транспорт
Советская улица является одной из основных городских транспортных артерий, по ней осуществляется движение общественного транспорта городских маршрутов (в том числе автобусные маршруты № 2, 2М, 13 на участке от улицы Горького до Привокзальной площади) и междугородних маршрутов (№ 458 Серпухов — Москва). Интенсивность автомобильного движения высокая.

## Здания и объекты

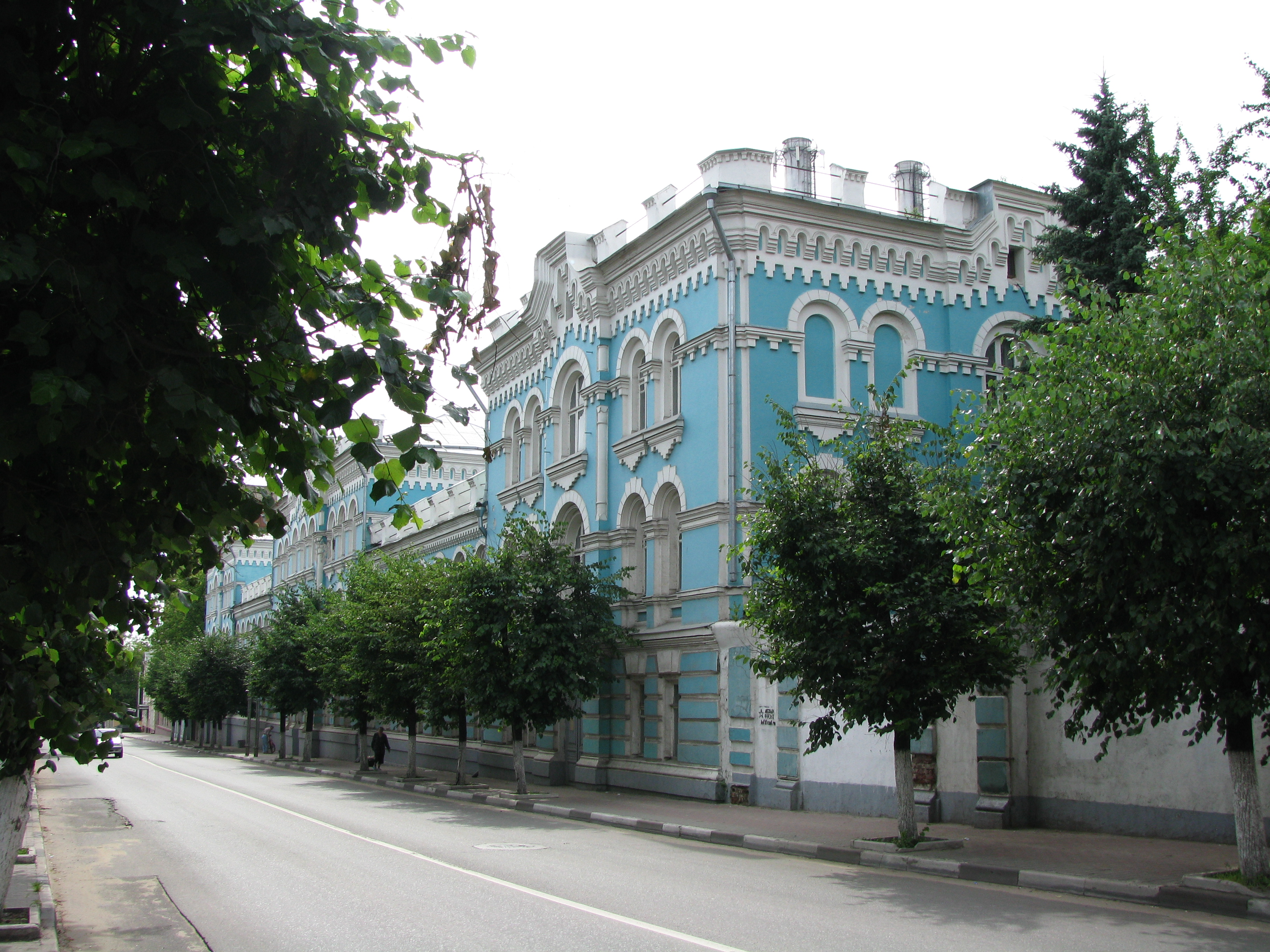
Бывшее здание Серпуховской земской управы

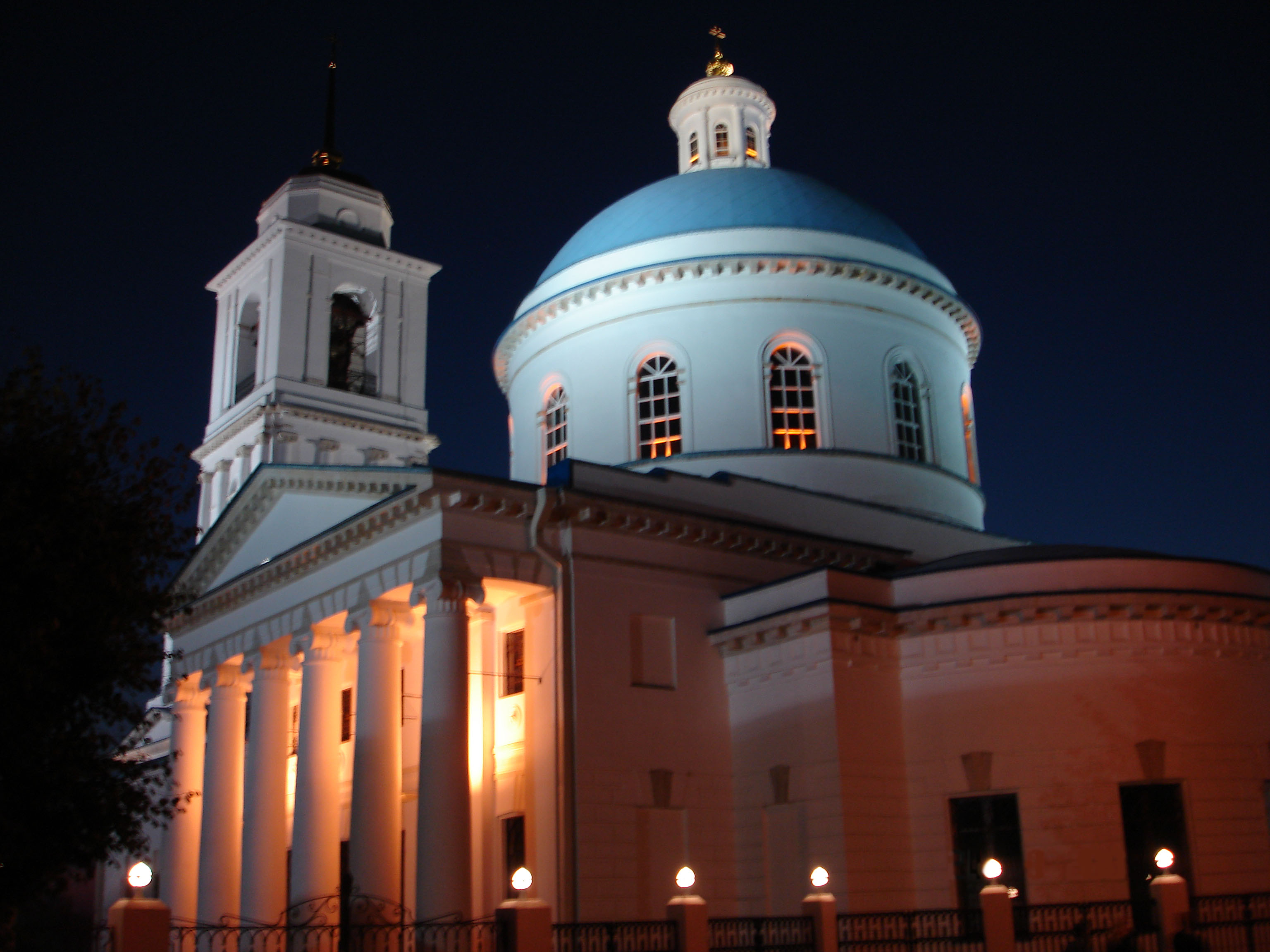
Никольский собор в тёмное время суток

На Советской улице расположены следующие исторические памятники:
- Советская, 12/26. На пересечении с Калужской улицей расположен Никольский собор (1833—1857 года), кафедральный храм Серпухова, исторический памятник федеральной категории охраны (Ф-176).
- Советская, 31. Здание Серпуховской земской управы (1860 год), исторический памятник местной категории охраны (М-49/3). Сейчас в здании располагается заводоуправление завода «Металлист».

Также на Советской улице расположены:
- Памятник Владимиру Храброму (при выходе улицы на Площадь имени Владимира Храброго).
- Здание, где расположены Администрация городского округа Серпухов и Администрация Серпуховского муниципального района (Советская, 88)
- Парк «Питомник» (в районе пересечения с улицей Фирсова).